# Paul von Bojanowski

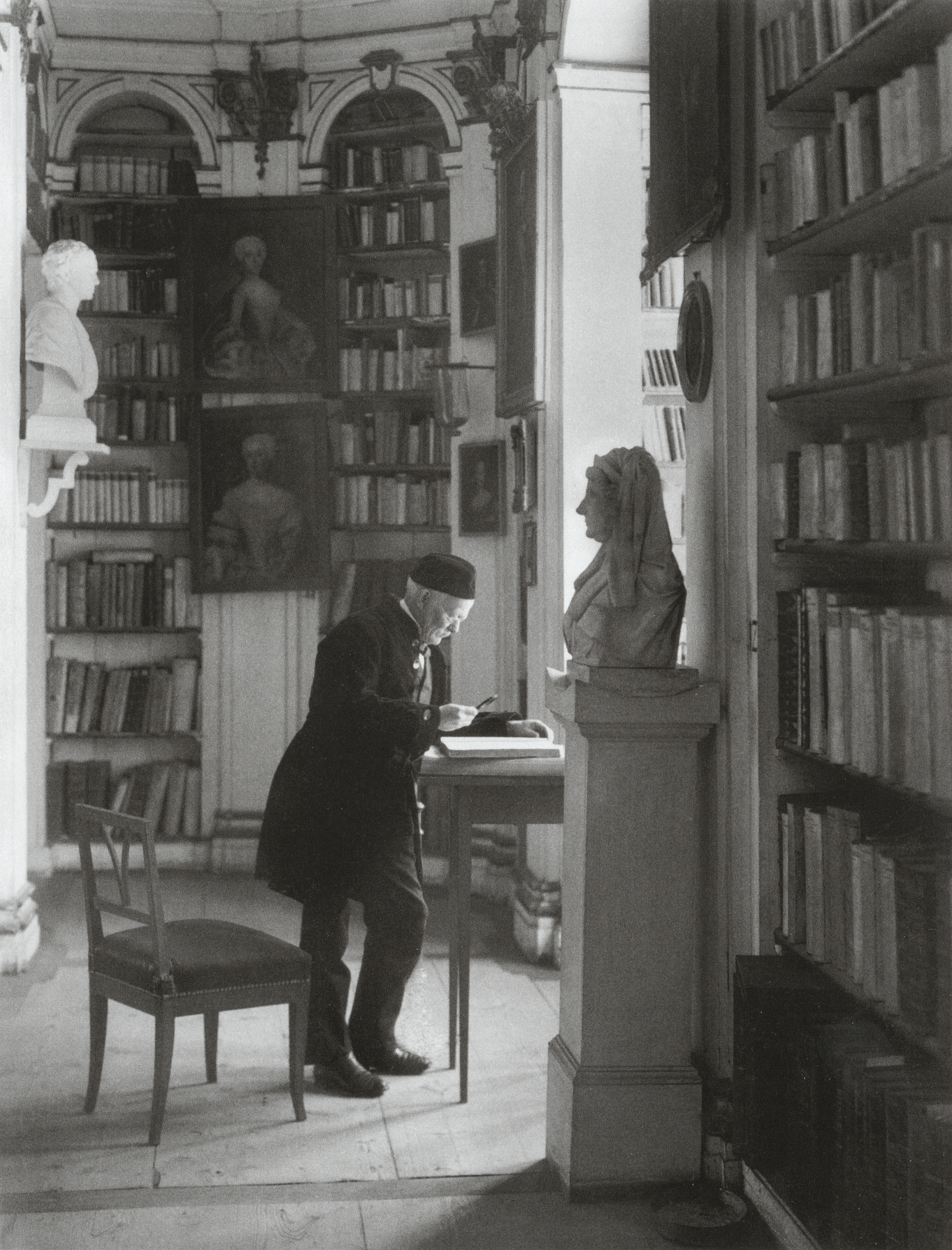
Paul von Bojanowski als leitender Bibliothekar in der großherzoglichen Bibliothek in Weimar, um 1904–1905

Friedrich Wilhelm Paul von Bojanowski (* 23. Januar 1834 in Schwedt; † 19. Juni 1915 in Weimar) war ein deutscher Journalist, Bibliothekar und Schriftsteller.

## Leben
Paul von Bojanowskis Eltern waren der preußische Generalmajor Xaver von Bojanowski (1787–1856) und Rosalie, geborene von Knobelsdorff, Schwester der Ida von Lüttichau. Sein Bruder Alfred Alfons war auf Seiten der Revolutionäre beteiligt an der Revolution 1848 und starb an Verletzungen, die er sich beim Kampf in Berlin zugezogen hatte.
Nach einem Studium der Rechtswissenschaft an den Universitäten Halle, Heidelberg und Berlin legte Paul von Bojanowski 1856 das Auskultatorexamen ab. Von 1859 bis 1863 war er als Journalist in Paris tätig.
1863 kam er nach Weimar; dort war er ab Oktober Verantwortlicher Redakteur der Weimarischen Zeitung. Im April 1871 wurde er zusammen mit dem Verleger der WZ, Hermann Böhlau, zum Ritter erster Abteilung des Großherzoglichen Hausordens erhoben; im März 1874 wurde er zum Hofrat ernannt. Von 1893 an leitete er in der Nachfolge Reinhold Köhlers als Oberbibliothekar bis 1915 die Herzogin Anna Amalia Bibliothek (HAAB) in Weimar. Ihm gelang 1904 der Erwerb von 17 Autographen Martin Luthers für die Bibliothek, und er veranstaltete unter anderem die erfolgreichen Bibliotheks-Ausstellungen zum 100. Todestag von Herzogin Anna Amalia mit einer Vielzahl von Gemälden, Handschriften und Büchern aus ihrem Besitz (1907) sowie zu Bucheinbänden (1913), bei der die Weimarer Buchbindergeschichte erstmals dokumentiert wurde.
Bojanowski war ab 1899 Mitglied der Akademie gemeinnütziger Wissenschaften zu Erfurt. Die philosophische Fakultät der Universität Jena verlieh ihm anlässlich seines 80. Geburtstags 1914 die Ehrendoktorwürde.
Von 1868 bis 1871 war er Mitglied des Landtages des Großherzogtum Sachsen-Weimar-Eisenachs und von 1874 bis 1877 Mitglied des Deutschen Reichstags für die Nationalliberale Partei. Er vertrat den Reichstagswahlkreis Großherzogtum Sachsen-Weimar-Eisenach 1 (Weimar – Apolda).

## Schriften (Auswahl)
- Die Erstürmung der Bastille am 14. Juli 1789. Nach einer handschriftlichen Mitteilung. Hermann Böhlau, Weimar 1865. Digitalisat.
- Geschehenes und Geschriebenes. Tagebuchblätter eines Journalisten aus den Kriegsmonaten der Jahre 1870 und 1871. Hermann Böhlau, Weimar 1871. (Digitalisat)
- Herzog Carl August und der Pariser Buchhändler Pougens. Hermann Böhlaus Nachfolger, Weimar 1903 Digitalisat.
- Das Weimar Johanns Sebastian Bachs. Zur Erinnerung an den 8. April 1703. Mit einem Bilde: Die Schlosskirche zur Zeit Bachs. Weimar 1903.
- Weimar und die Kaiserin Augusta. Weimar 1911.